# Politikai fogoly

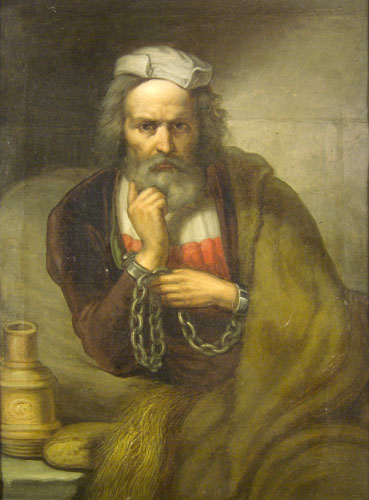
Jakobey Károly: Táncsics Mihály a börtönben (1848)

A Longman Dictionary of Contemporary English meghatározása szerint a politikai fogoly 'olyan személy, akit azért tartanak fogságban, mert ellenszegült vagy bírálatot fogalmazott meg saját országának vezetésével szemben'.
A kifejezést olyan személyek vagy csoportok alkalmazzák, akik megkérdőjelezik a bebörtönzött személy fogvatartásának legitimációját. A kifejezés támogatóinak meghatározása szerint a politikai fogoly olyasvalaki, akit politikai cselekményekben való részvételéért tartanak bebörtönözve. Ha a fogvatartás hivatalos indoka nem a politikai ellenszegülés, úgy a kifejezés arra utal, hogy a fogvatartást valójában a bebörtönzött személy politikai állásfoglalása motiválja.

## Különféle meghatározások
Egyesek a politikai fogoly kifejezést szűken értelmezik, azonosítva azt a lelkiismereti fogoly kifejezéssel. Az Amnesty International (AI) a lelkiismereti foglyok szabadon bocsátásáért kampányol, amely magában foglal egyaránt politikai foglyokat és olyan személyeket, akiket vallási vagy világnézeti meggyőződésükért börtönöztek be. A viták elkerülése érdekében és elvi okokból a szervezet e kampányelőírásait csak olyan bebörtönzöttekre alkalmazza, akik nem követtek el vagy támogattak erőszakos cselekményeket. Így tehát léteznek olyan politikai foglyok, akik nem illenek a lelkiismereti fogolyként való szűkebb értelmezésbe.:

Az AI a "politikai fogoly" kifejezést tág értelemben használja. Nem úgy használja, ahogy azt néhányan mások teszik arra utalva, hogy minden ilyen fogoly különleges elbírálás alá esik, vagy hogy őket szabadon kellene bocsátani. A kifejezést olyan foglyok meghatározására használja, akik számára az AI méltányos és gyors tárgyalást követel. Az AI használatában a kifejezés magában foglal bárki olyan fogvatartottat, akinek az ügye jelentős politikai elemet tartalmaz: legyen az bár a bebörtönzött személy tetteinek motivációja, maga a cselekmény, vagy a hatóságok hozzáállása.
A "politikai" jelző használatával az AI a személyi összefüggésre utal a "politikával": beleértve ebbe a társadalom és az államrend kérdéseit; a kormányzás vagy a közügyek elveit, szervezését, irányvonalát; valamint mindezek viszonyát (többek között) a nyelv, az etnikai származás, a nemi és vallási hovatartozás, a társadalmi beosztás vagy közhatalmi befolyás kérdéseivel. A politikai foglyok köre magában foglalja a lelkiismereti foglyokat, vagyis azok kizárólagos körét, akiknek az AI az azonnali és feltételek nélküli szabadon bocsátását követeli; és azokat a személyeket is, akik politikai indítékból folyamodtak erőszakos bűncselekményekhez. A kifejezés AI szerinti használata alapján íme néhány példa politikai foglyokra:
- olyan személy, akit politikai indítékból elkövetett köznapi bűncselekmények miatt helyeztek vád alá vagy ítéltek el; olyan cselekményekért, mint például egy ellenzéki csoport céljai érdekében elkövetett gyilkosság vagy rablás.
- olyan személy, akit politikai eseményen elkövetett köznapi bűncselekmények miatt helyeztek vád alá vagy ítéltek el; olyan eseményen, mint például egy kereskedői vagy földművelői szakszervezet demonstrációján.
- olyan fegyveres ellenzéki csoport valós vagy vélt tagja, akiket összeesküvés vagy "felforgatás" bűntettével vádolnak.

A kormányok gyakran állítják, hogy a vezetésük alatt nincsenek politikai foglyok, csak olyan foglyok, akiket a köznapi büntetőjog alapján tartanak fogva. Az AI azonban a fenti példákban szereplő ügyeket "politikai"nak minősíti, és meghatározásukra a "politikai tárgyalás" és "politikai fogság" kifejezéseket használja. Ezzel az AI nem ellenzi a fogvatartást, kivéve ha a fogoly egyben lelkiismereti fogoly is; és nem ítéli el a bírósági tárgyalást, kivéve ha annak méltánytalanságára lehet következtetni.

## Ismertebb politikai foglyok a történelemből
- Bobby Sands az 1981-es éhségsztrájk vezetője volt, amelyet ír köztársaság-párti foglyok szerveztek tiltakozásul a Különleges Fogvatartotti Státusz megszüntetése miatt. Éhségsztrájkja alatt Sands-et az Egyesült Királyság parlamentjének képviselőjévé választották.
- A burmai Aun Szan Szu Kji vezette az ellenzéki Nemzeti Liga a Demokráciáért elnevezésű politikai pártot, amely az 1990-es parlamenti választásokon győzelmet aratott. A választási győzelem ellenére fogságban maradt, és az 1990-től 2010-ig terjedő 21 évből 15 évet házi őrizetben töltött.
- A dél-koreai Kim Dedzsung az 1976-1979 közötti időszakot töltötte fogságban, majd 1980-ban az Egyesült Államokba száműzték. 1985-ben hazatért, 1998-ban pedig Dél-Korea elnöke lett.
- Nelson Mandelát 1956-ban tartóztatták le összeesküvésért, ám az ügyben felmentették. Elhagyta az országot, majd mégis hazatért. Ekkor ismét letartóztatták fegyveres szervezetben való részvételéért és politikai tevékenységéért. Hosszas fogvatartását (1962-1990) követően az Apartheid rendszer felszámolását célzó tárgyalások résztvevője lett, végül a Dél-Afrikai Köztársaság elnökévé választották.
- Thomas Mapfumót vád alá helyezés nélkül börtönözte be a rodéziai kormány 1979-ben, amiért shona nyelvű dalaiban az embereket forradalomra buzdította.
- Benazír Bhutto négy évet töltött politikai fogságban Zia ul Haq tábornok vezetése alatt.
- Antonio Gramsci, baloldali olasz író és politikai aktivista, aki 8 évet töltött bebörtönözve. Az egészségi állapota miatt feltételesen szabadlábra helyezték, majd nem sokkal később el is hunyt.

## Fordítás
- Ez a szócikk részben vagy egészben  a   Political prisoner című angol Wikipédia-szócikk fordításán alapul.  Az eredeti cikk szerkesztőit annak laptörténete sorolja fel. Ez a jelzés csupán a megfogalmazás eredetét és a szerzői jogokat jelzi, nem szolgál a cikkben szereplő információk forrásmegjelöléseként.